# توناهان کوزو

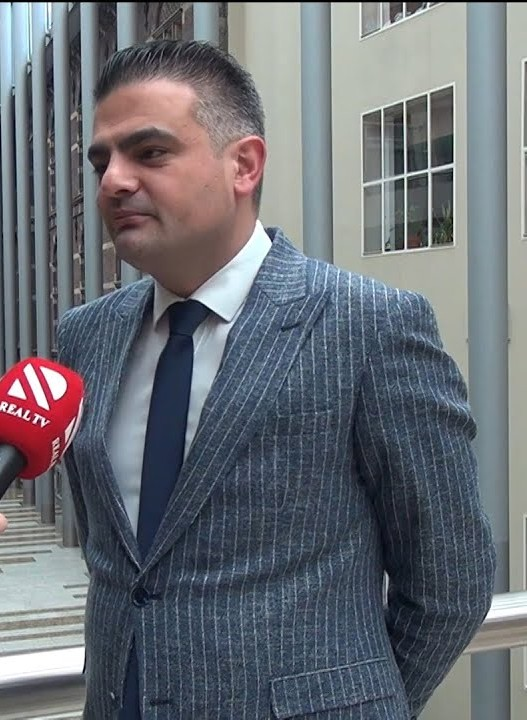

توناهان کوزو (ترکی استانبولی: Tunahan Kuzu؛ زاده ۱ ژوئن ۱۹۸۱، استانبول) یک سیاست‌مدار ترک‌تبار اهل هلند و یکی از اعضای مجلس سفلای پارلمان هلند است.
کوزو عضو پیشین حزب کارگر هلند بود که در سال ۲۰۱۴ این سِمَت را ترک کرد.